# Pervaja Liga 2024-2025 (Russia)
La Pervaja Liga 2024-2025 è stata la trentaduesima edizione della seconda serie del campionato russo di calcio.

## Stagione

### Novità
Dalla Pervaja Liga 2023-2024 sono state promosse in Prem'er-Liga Chimki, Dinamo Machačkala e Akron Togliatti. Dalla Prem'er-Liga sono retrocesse Ural, Baltika e Soči.
Sono retrocesse in Vtoroj divizion Leningradec, Volgar' Astrachan' e Kuban'. Sono salite dalla Vtoroj divizion Ufa, Čajka Pesčanopskoe e Rotor.

### Formula
Le 18 squadre si affrontano in un girone all'italiana con partite di andata e ritorno, per un totale di 34 giornate. Le prime due classificate vengono promosse direttamente in Prem'er-Liga, mentre le ultime tre classificate retrocedono in Pervenstvo Professional'noj Futbol'noj Ligi. La terza e la quarta classificata giocano uno spareggio promozione/retrocessione contro terzultima e quartultima di Prem'er-Liga.

### Avvenimenti
Al termine della stagione regolare, la federcalcio russa non ha concesso al Černomorec Novorossijsk la licenza nazionale valida per la partecipazione alla Prem'er-Liga. Per tale motivo, il Soči ha preso parte allo spareggio promozione-retrocessione al posto del Černomorec Novorossijsk.

## Classifica finale
|  | Pos. | Squadra                 | Pt | G  | V  | N  | P  | GF | GS | DR  |
|  | ---- | ----------------------- | -- | -- | -- | -- | -- | -- | -- | --- |
|  | 1.   | Baltika                 | 69 | 34 | 19 | 12 | 3  | 58 | 18 | +32 |
|  | 2.   | Torpedo Mosca           | 65 | 34 | 17 | 14 | 3  | 51 | 25 | +26 |
|  | 3.   | Černomorec Novorossijsk | 64 | 34 | 19 | 7  | 8  | 51 | 34 | +17 |
|  | 4.   | Ural                    | 59 | 34 | 16 | 11 | 7  | 50 | 38 | +12 |
|  | 5.   | Soči                    | 57 | 34 | 16 | 9  | 9  | 55 | 34 | +21 |
|  | 6.   | SKA-Chabarovsk          | 53 | 34 | 15 | 8  | 11 | 44 | 41 | +3  |
|  | 7.   | Rodina Mosca            | 50 | 34 | 13 | 11 | 10 | 41 | 31 | +10 |
|  | 8.   | Enisej                  | 49 | 34 | 14 | 7  | 13 | 36 | 39 | -3  |
|  | 9.   | Rotor                   | 47 | 34 | 11 | 14 | 9  | 32 | 26 | +6  |
|  | 10.  | Arsenal Tula            | 41 | 34 | 8  | 17 | 9  | 25 | 30 | -5  |
|  | 11.  | KAMAZ                   | 38 | 34 | 10 | 8  | 16 | 31 | 35 | -4  |
|  | 12.  | Neftechimik             | 38 | 34 | 9  | 11 | 14 | 31 | 37 | -6  |
|  | 13.  | Čajka Pesčanopskoe      | 38 | 34 | 8  | 14 | 12 | 31 | 43 | -12 |
|  | 14.  | Šinnik                  | 35 | 34 | 8  | 11 | 15 | 24 | 42 | -18 |
|  | 15.  | Ufa                     | 35 | 34 | 9  | 8  | 17 | 32 | 48 | -16 |
|  | 16.  | Sokol Saratov           | 32 | 34 | 7  | 11 | 16 | 25 | 41 | -16 |
|  | 17.  | Alanija Vladikavkaz     | 27 | 34 | 6  | 9  | 19 | 24 | 50 | -26 |
|  | 18.  | Tjumen'                 | 27 | 34 | 7  | 6  | 21 | 30 | 51 | -21 |

Legenda:
      Promossa in Prem'er-Liga 2025-2026.
 Ammessa agli spareggi promozione/retrocessione.
      Retrocessa in Vtoraja liga Rossii 2025-2026.
Note:
Tre punti a vittoria, uno a pareggio, zero a sconfitta.

## Spareggio promozione-retrocessione
|                      | Risultati |                      | Luogo e data                    |
| -------------------- | --------- | -------------------- | ------------------------------- |
| Ural                 | 2 - 1     | Achmat Groznyj       | Ekaterinburg, 28 maggio 2025    |
| Achmat Groznyj       | 2 - 0     | Ural                 | Groznyj, 31 maggio 2025         |
|                      |           |                      |                                 |
| Soči                 | 1 - 2     | Pari Nižnij Novgorod | Soči, 28 maggio 2025            |
| Pari Nižnij Novgorod | 1 - 3     | Soči                 | Nižnij Novgorod, 31 maggio 2025 |
|                      |           |                      |                                 |

## Statistiche

### Classifica marcatori
| Gol |  |  | Giocatore         | Squadra                 |
| --- |  |  | ----------------- | ----------------------- |
| 14  |  |  | Martin Sekulić    | Ural                    |
| 12  |  |  | Georgi Gongadze   | SKA-Chabarovsk          |
| 11  |  |  | Aleksandr Jušin   | Rodina Mosca            |
| 11  |  |  | Martin Kramarič   | Soči                    |
| 11  |  |  | Artëm Maksimenko  | Rodina Mosca            |
| 11  |  |  | Pavel Melëšin     | Soči                    |
| 9   |  |  | Roman Akbašev     | Černomorec Novorossijsk |
| 8   |  |  | Zachar Fëdorov    | Šinnik                  |
| 8   |  |  | Aleksandr Lomakin | Enisej                  |